# زمین‌لرزه ۱۹۹۳ مکزیک
زمین‌لرزه مکزیک  در تاریخ ۱۰ سپتامبر ۱۹۹۳ میلادی، برابر با ‎۱۹ شهریور ۱۳۷۲، ساعت ۱۹:۱۲:۵۴ به زمان یوتی‌سی در مکزیک رخ داد. ژرفای این زلزله ۳۴٫۱ کیلومتر بود، و بزرگی آن ۷٫۲ در مقیاس Mw اعلام شده‌است. زمین‌لرزه به وقت محلی در روز جمعه، ساعت ۱۳ روی داده و منطقه زمانی آن یوتی‌سی -۶ بوده‌است (با لحاظ تغییر ساعت تابستانی).
سازمان زمین‌شناسی آمریکا نیز رومرکز این زمین‌لرزه را در مختصات ۱۴°۴۳′۰۱″شمالی ۹۲°۳۸′۴۲″غربی / ۱۴٫۷۱۷°شمالی ۹۲٫۶۴۵°غربی و ژرفای آن را در ۳۴ کیلومتر گزارش کرده‌است. بزرگی برگزیدهٔ این سازمان از میان بزرگی‌های محاسبه‌شدهٔ مختلف ۷٫۲ در مقیاس Mw بوده و از دید اثر، در میان چهار دسته‌بندی «نامحسوس»، «محسوس»، «زیان‌آور» یا «با تلفات»، زلزله را «با تلفات» اعلام کرده‌است.رانش زمین در آن به وجود آمده‌است.
پروژهٔ «تنسور گشتاور مرکزوار» زاویه‌های (راستا، شیب، ریک) گسل سازندهٔ زمین‌لرزه و صفحه عمود بر آن را (°۲۸۹، °۲۴، °۷۶) یا (°۱۲۴، °۶۷، °۹۶) و نوع گسل را «معکوس» فرارسانده‌است.
شمار کشتگان زلزله حدود ۱ نفر بوده‌است.تعداد زخمیان ۳ نفر برآورده شده‌است.